# St. Gallen–Altenrhein repülőtér
A St. Gallen–Altenrhein repülőtér (IATA: ACH, ICAO: LSZR) Svájc egyik nemzetközi repülőtere, amely St. Gallen és Altenrhein közelében található. Éves utasforgalma 113 599 fő (2018).

## Futópályák
A repülőtér futópályái:
- 10/28 (1455 m, 30 m, aszfalt)
- 10/28 GRASS (810 m, 20 m, fű)

## Forgalom
Az utasforgalom az elmúlt években az alábbi módon változott:
| Utasok száma | 45 371 | 61 254 | 106 166 | 101 728 | 98 991 | 73 279 | 115 710 | 91 976 | 113 599 | 24 470 |
|              | 1995   | 1998   | 2001    | 2004    | 2007   | 2009   | 2012    | 2015   | 2018    | 2021   |

## Légitársaságok és úticélok
2025-ben a St. Gallen–Altenrhein repülőtérről az alábbi járatok indulnak (Utoljára frissítve: 2025-02-22):
| Légitársaság | Célállomások |
| ------------ | --- |
| People's     | Vienna Szezonális: Cagliari, Ibiza, Kefalonia, Menorca, Naples, Olbia, Palma de Mallorca, Preveza, Pula Szezonális charter: Lamezia Terme, Zadar |